# South Park City

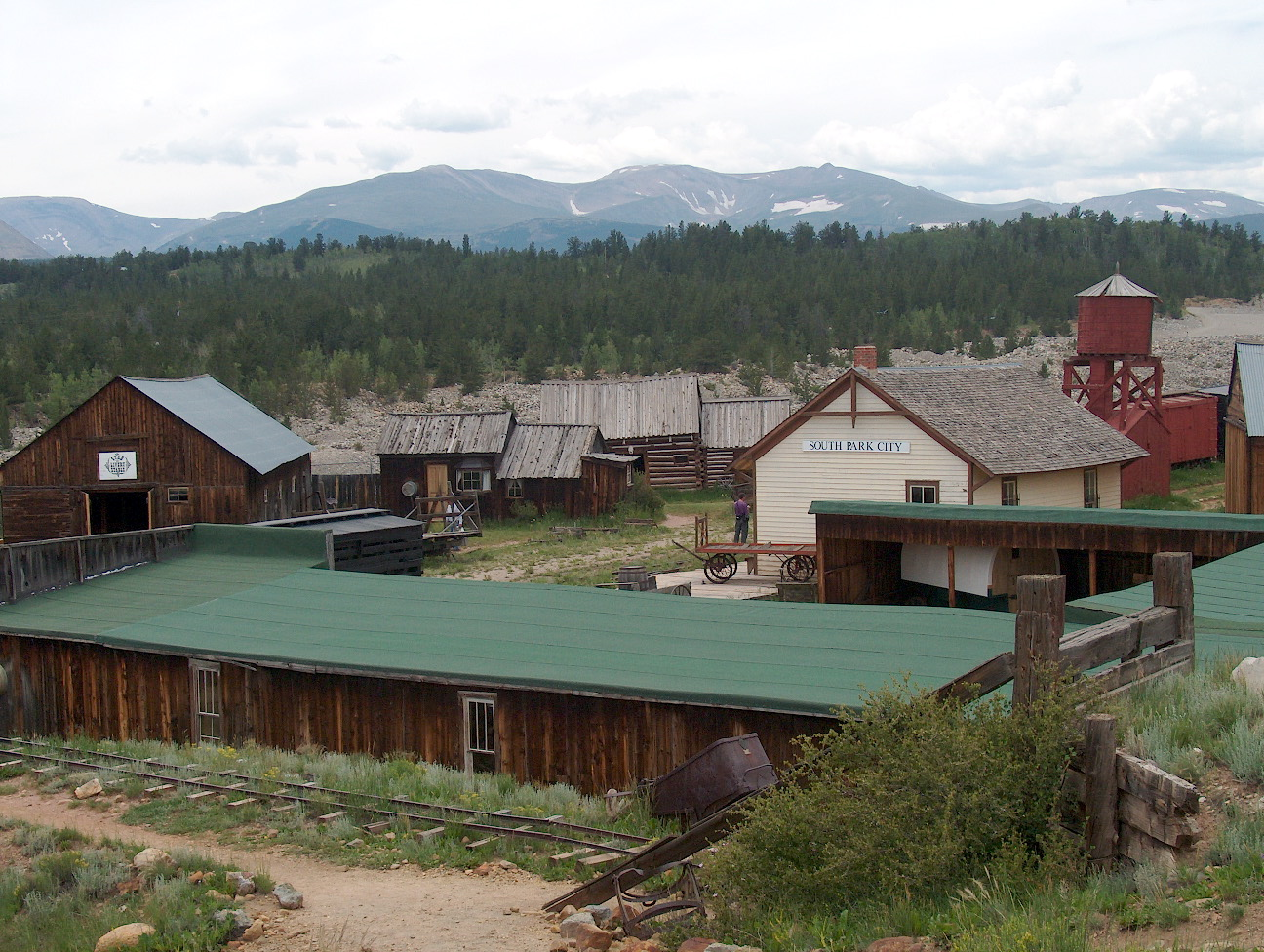
South Park City

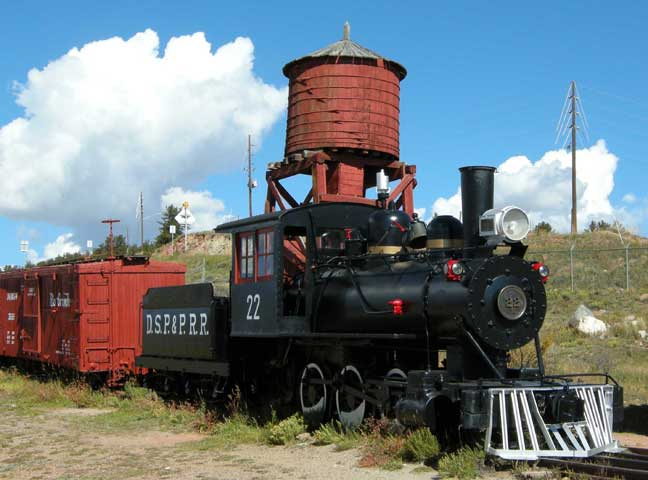
Alte Dampfmaschine in South Park City

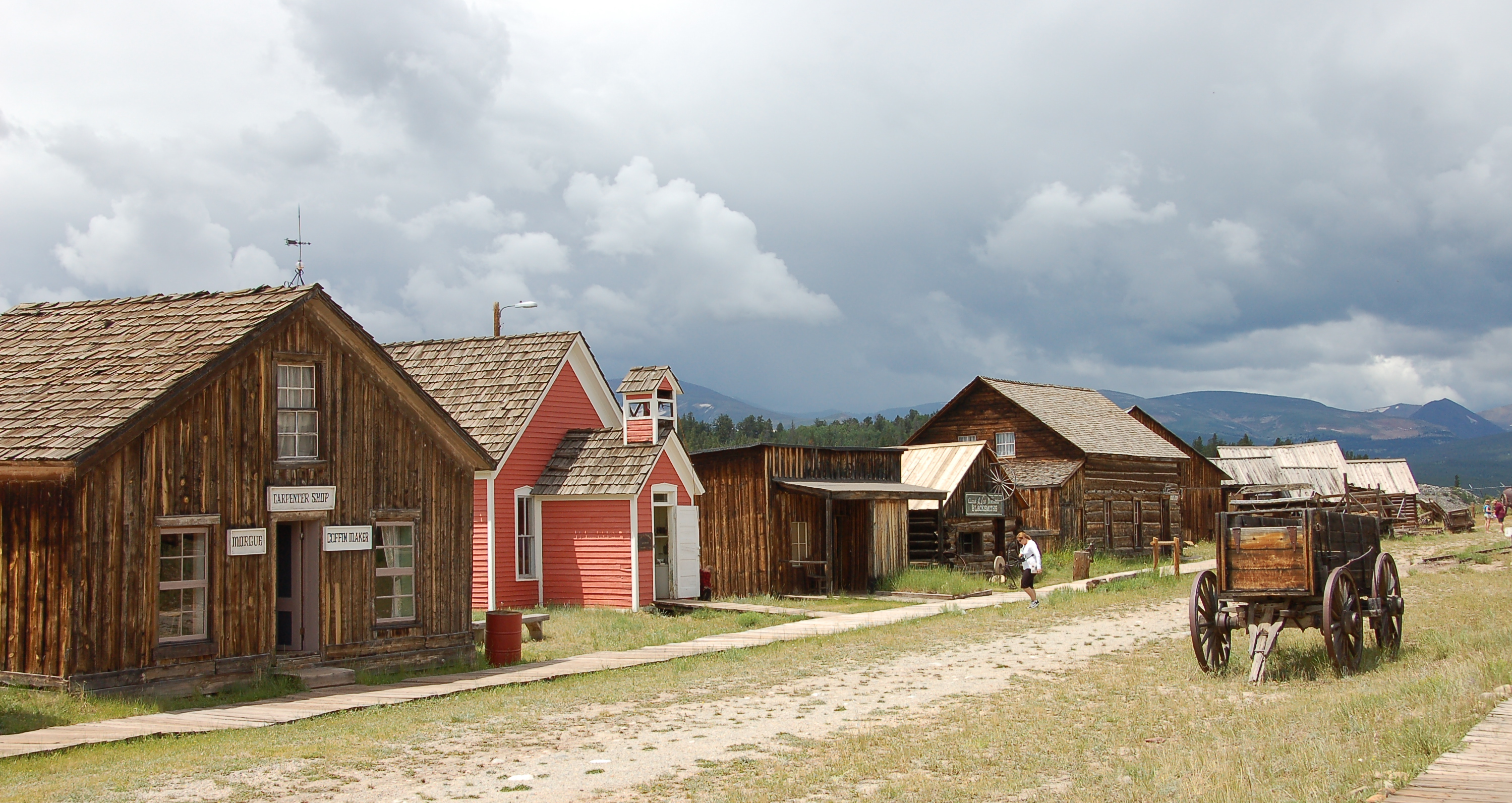
Hauptstraße mit verschiedenen Gebäuden

South Park City ist ein Freilichtmuseum in der Ortschaft Fairplay im Park County im US-Bundesstaat Colorado in den Vereinigten Staaten.

## Geschichte
Der Gründer des Museums war Leon H. Snyder, ein Anwalt aus Colorado Springs, der die historischen Gebäude in der Gegend vor weiterem Verfall und Vandalismus bewahren wollte. Die Gebäude entstanden während des Goldrausches und wurden, nachdem das Gold abgebaut war und die Goldsucher weiter gezogen waren, dem Verfall überlassen. Er und weitere Mitstreiter gründeten im Jahr 1957 die South Park Historical Foundation, als Trägergesellschaft für das Museum. Land und die sieben Gebäude, die bereits auf dem Gelände im alten Teil von Fairplay standen, wurden von der Foundation (Gesellschaft) gekauft. Im Sommer 1957 wurden weitere sechs Gebäude nach Fairplay gebracht und dort wieder aufgebaut. Im Jahr 1958 wurden weitere Gebäude umgesiedelt und etwa 40.000 Gegenstände konnten durch Spenden in diesem Jahr gesammelt werden. Das Museum, die Rekonstruktion einer historischen Bergarbeiterstadt, wurde 1959 schließlich eröffnet, und in den folgenden Jahren wurden weitere Gebäude und Gegenstände hinzugefügt.

## Museum
Das Freilichtmuseum besteht heute aus 35 eingerichteten, historischen Gebäuden mit Gehwegen, einer Schmalspurbahn mit verschiedenen Anhängern sowie einigen Kutschen. Das Museum erinnert insbesondere an den Pikes Peak Goldrausch, der einer der größten Goldräusche der Vereinigten Staaten war, und den späteren Colorado Silver Boom in den 1850er- bis 1880er-Jahren in South Park. In den Gebäuden befinden sich heute mehr als 60.000 Gegenstände, die wirtschaftliche und soziale Aspekte im Leben jener Zeit veranschaulichen. Zwei der Gebäude, die South Park Brewery und der Summer Saloon, sind im National Register of Historic Places gelistet. Das Museum befindet sich am westlichen Ende der Front Street und ist von Mitte Mai bis Mitte Oktober täglich geöffnet.